# Issor
Issor ist eine französische Gemeinde mit 248 Einwohnern (Stand 1. Januar 2022) im Département Pyrénées-Atlantiques in der Region Nouvelle-Aquitaine (vor 2016: Aquitanien). Sie gehört zum Arrondissement Oloron-Sainte-Marie und zum Kanton Oloron-Sainte-Marie-1 (bis 2015: Kanton Aramits).
Die Bewohner werden Issorars genannt.

## Geographie
Issor liegt ca. 15 km südlich von Oloron-Sainte-Marie im Barétoustal, das westlichste der drei Täler des Hoch–Béarn.
Die höchste Erhebung im Gebiet der Gemeinde ist der Sommet de Mustayou (1,206 m).
Umgeben wird der Ort von den Nachbargemeinden:
| Aramits | Asasp-Arros                                 |             |
| Arette  | Kompassrose, die auf Nachbargemeinden zeigt | Asasp-Arros |
|         | Lourdios-Ichère                             | Sarrance    |

Issor liegt im Einzugsgebiet des Flusses Adour.
Zuflüsse des Gave d’Aspe, der beim Zusammenfluss mit dem Gave d’Ossau weiter flussabwärts gemeinsam den Gave d’Oloron bildet, strömen durch das Gemeindegebiet:
- der Ruisseau des Arrayous und
- der Gave de Lourdios und seine Nebenflüsse
  - der Arrec de Laünde,
  - der Arrec Bigurne und
  - der Laboo und sein Zufluss,
    - der Arrec de Serre Bendouse.[3]

## Geschichte
Funde eines Megalithen, eines Hügelgrabs, einer geschliffenen Axt und Pfeilspitzen aus Bronze belegen eine frühe Besiedelung auf dem Gebiet der Gemeinde. Im 16. und 17. Jahrhundert gab es eine bedeutende protestantische Gemeinde in Issor. Der Widerruf des Edikts von Nantes im Jahre 1685 führte zur Zerstörung der protestantischen Kirche und zur Überstellung des Pfarrers auf die Galeeren. Allerdings zeigte eine Volkszählung im 18. Jahrhundert die positiven Folgen dieses Handelns, denn es stellte sich heraus, dass die meisten Dorfbewohner schreibfähig blieben. Die lange Zeit bescheidene Grundherrschaft von Issor wurde mächtiger als sie zu Beginn des 18. Jahrhunderts in die Hände des Barons von Laàs überging.
Toponyme und Erwähnungen von Issor waren:
- Isoo (13. Jahrhundert, for de Barétous),
- Içor (1270, Urkunden des Archidiakonats von Ossau),
- Issoo en Baratos (1385, Volkszählung des Béarn),
- Ysoo (14. Jahrhundert, Volkszählung des Béarn),
- Yssoo (1444, Register des Oberen Gerichtshofs),
- Yssor und Ysso (1538, Manuskriptsammlung des 16. bis 18. Jahrhunderts),
- Sent Joan d’Isso (1655, Veröffentlichungen des Bistums Oloron),
- Issor (1750, Karte von Cassini),
- Issor (1793, Notice Communale),
- Isor  (1801, Bulletin des lois) und
- Issor (1863, Dictionnaire topographique du département des Basses-Pyrénées).[4][5][6]

### Einwohnerentwicklung
Nach Höchstständen der Einwohnerzahl von 940 und mehr in der ersten Hälfte des 19. Jahrhunderts reduzierte sich die Zahl bei kurzen Erholungsphasen bis zu den 1970er Jahren um insgesamt rund drei Viertel auf rund 240 Einwohner. Mit der Jahrtausendwende setzte eine gewisse Stabilisierung auf diesem Niveau ein.
| Jahr      | 1962 | 1968 | 1975 | 1982 | 1990 | 1999 | 2006 | 2009 | 2022 |
| --------- | ---- | ---- | ---- | ---- | ---- | ---- | ---- | ---- | ---- |
| Einwohner | 334  | 290  | 241  | 247  | 240  | 262  | 253  | 255  | 248  |

## Sehenswürdigkeiten

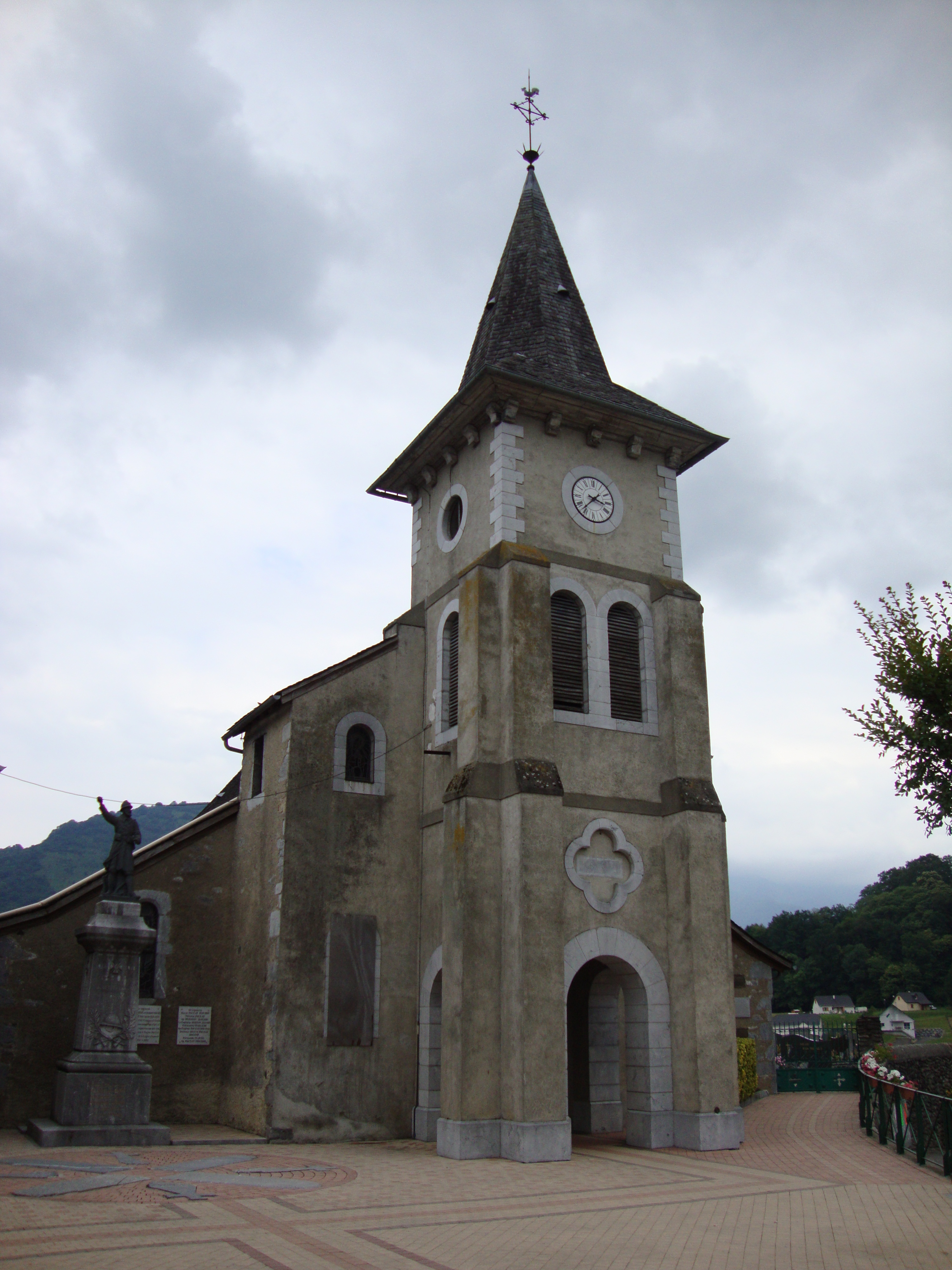
Pfarrkirche Saint-Jean-l’Évangéliste von Issor

- Pfarrkirche von Issor, gewidmet dem Evangelisten Johannes. Die Kirche bewahrte aus der romanischen Epoche eine Apsiskalotte, einen Seiteneingang und ein Weihwasserbecken, das ausschließlich für Cagots bestimmt war, Angehörige einer Personengruppe, die vom 13. bis weit ins 19. Jahrhundert hinein in Spanien und Frankreich diskriminiert und weitgehend vom gesellschaftlichen Leben ausgeschlossen waren und eine große Gemeinschaft in Issor bildeten. Am Ende des 17 und zu Beginn des 18. Jahrhunderts fand ein teilweiser oder totaler Neubau statt, wie Jahreszahlen 1687, 1701 und 1704 auf Steinen belegen. Er fällt genau in die Zeit, als die protestantische Kirche zerstört worden war, und ihre Baumaterialien wurden für den Bau dieser Kirche wieder verwendet. 1924 wurde der Glockenturm errichtet. Das Langhaus birgt ein Hauptschiff mit zwei Seitenschiffen, jedes mit einem Altar ausgestattet. Die Empore, die traditionell den Männern während einer Heiligen Messe vorbehalten ist, befindet sich im hinteren Teil der Kirche. Sie besitzt zwei Bankreihen und ist über eine Treppe zugänglich.[9] Die Brüstung der Empore im Louis-seize-Stil ist aus Eichenholz ausgearbeitet und stammt zu einem großen Teil aus dem 18. Jahrhundert, einige Teilstücke sind sogar älteren Datums.[10] Das Retabel des Hauptalters aus vergoldetem Holz im Stil des Barock datiert aus dem 17. Jahrhundert. Gewundene Säulen korinthischer Ordnung tragen ein gemeinsames Gesims und umrahmen ein Gemälde mit dem gekreuzigten Christus und zwei Nischen mit Statuen der heiligen Petrus und Paulus. Die Retabel der beiden Seitenschiffe sind im Stil des Rokoko gearbeitet.[11]

Glasfenster in der Pfarrkirche von Issor
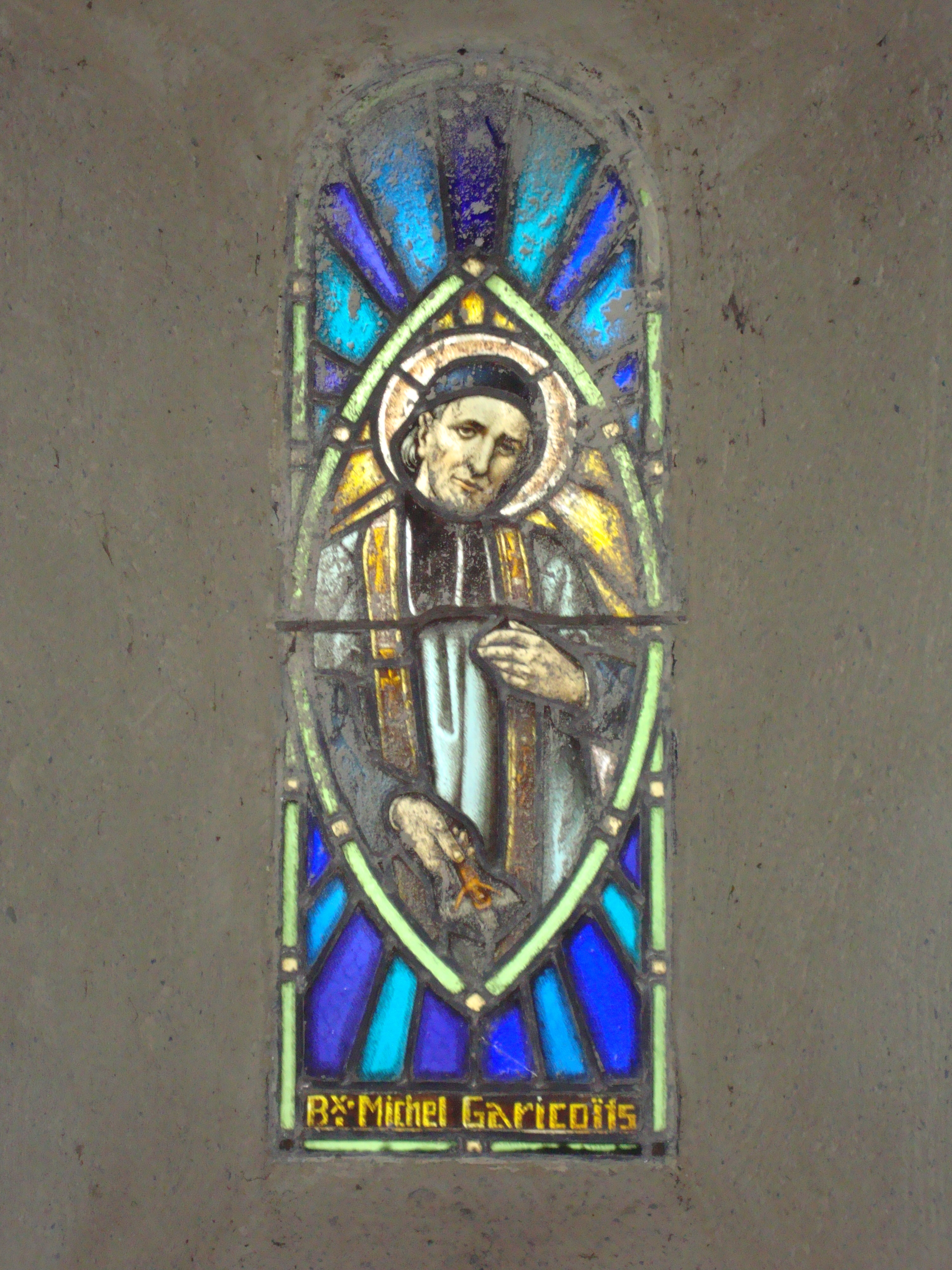
Michael Garicoits
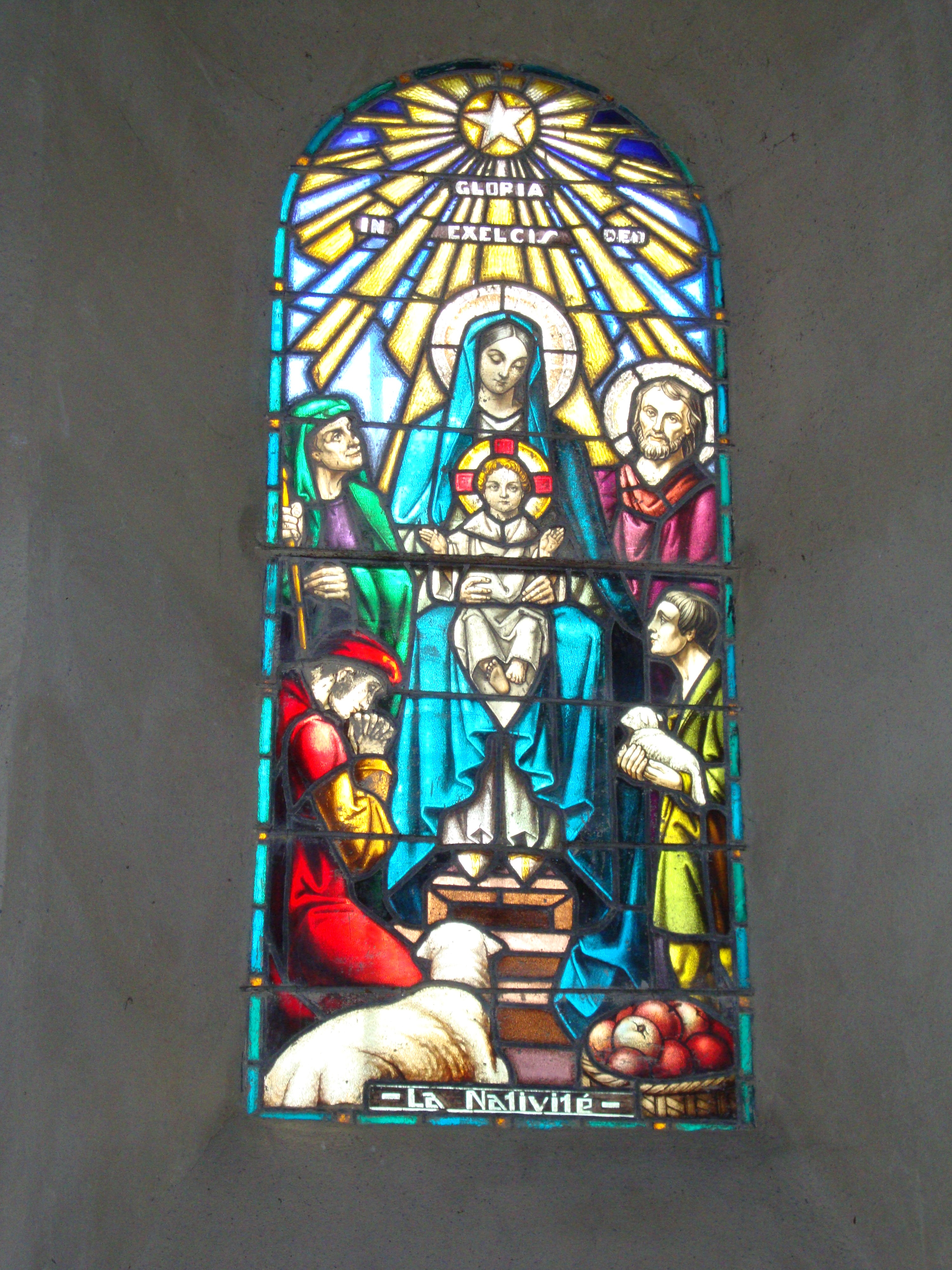
Geburt Jesu
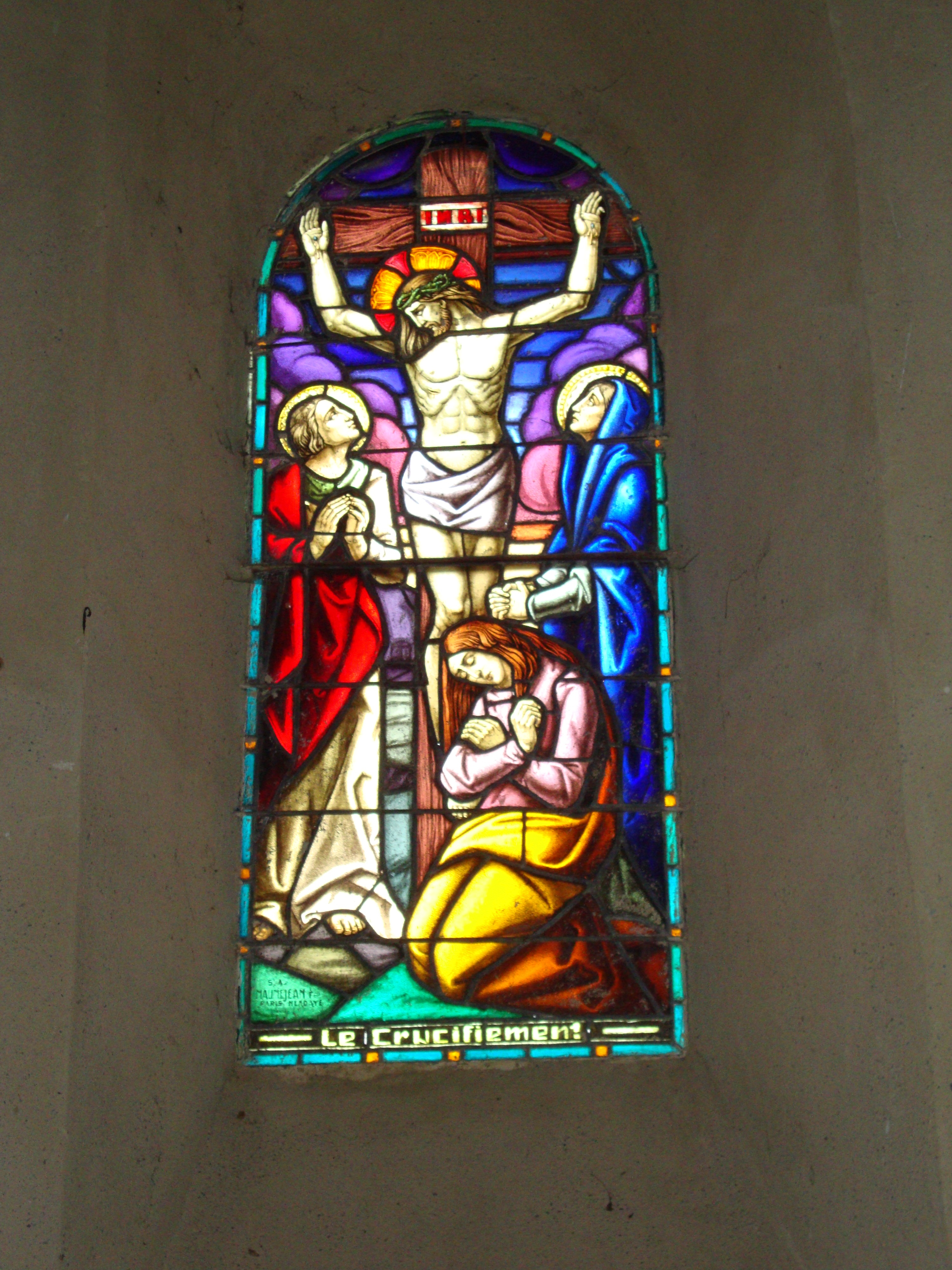
Kreuzigung Jesu
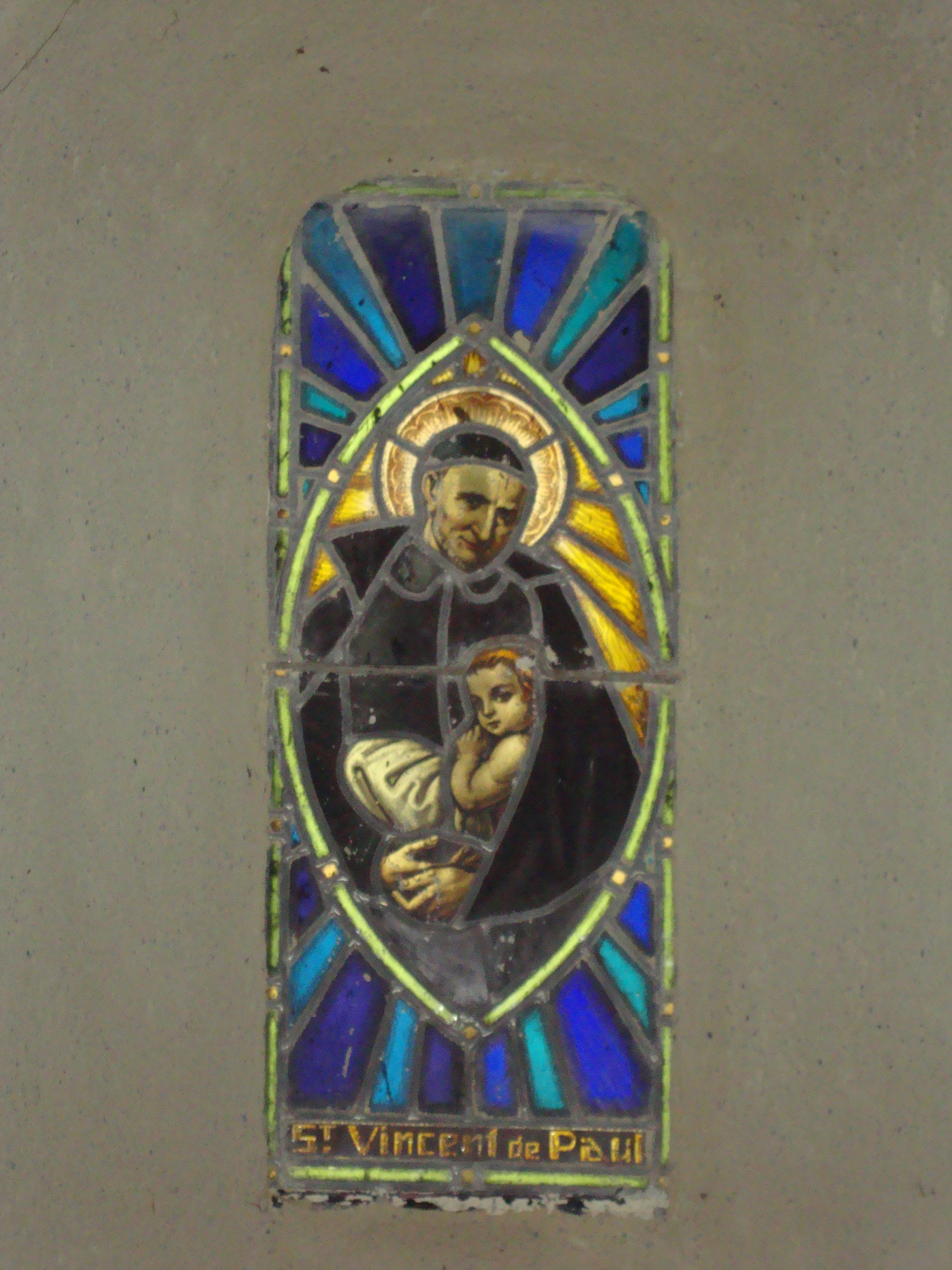
Vinzenz von Paul
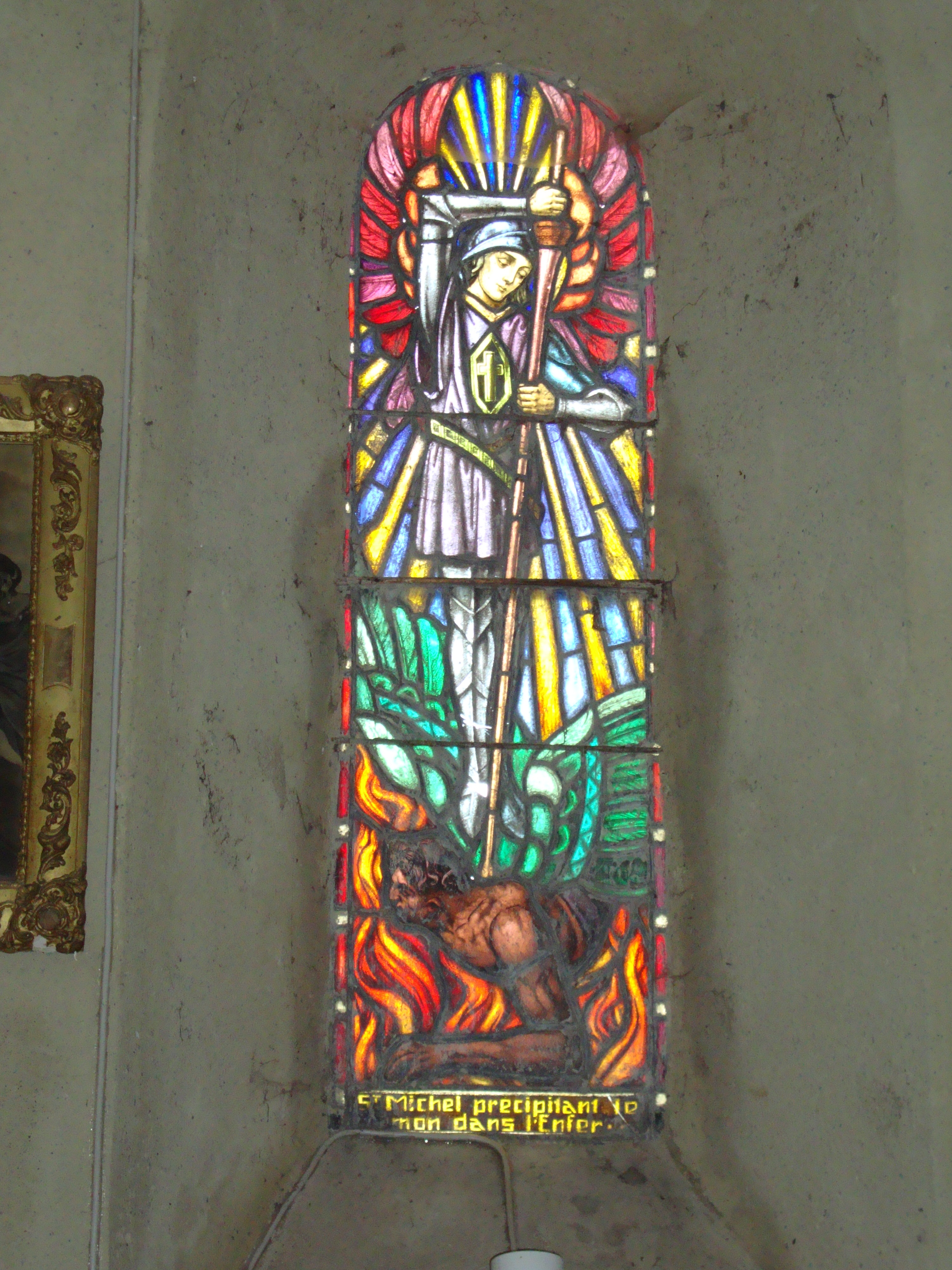
Erzengel Michael
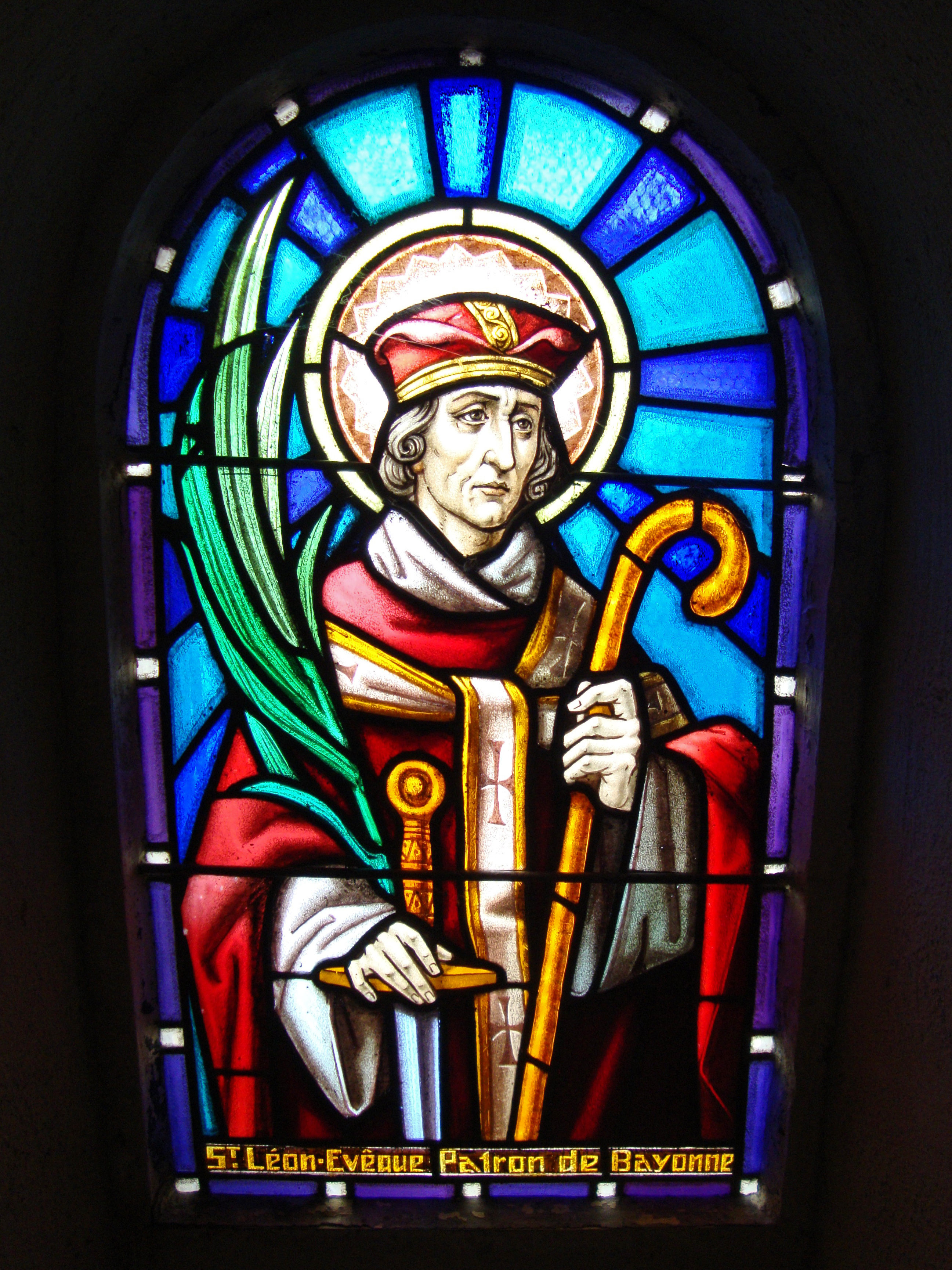
Léon von Carentan
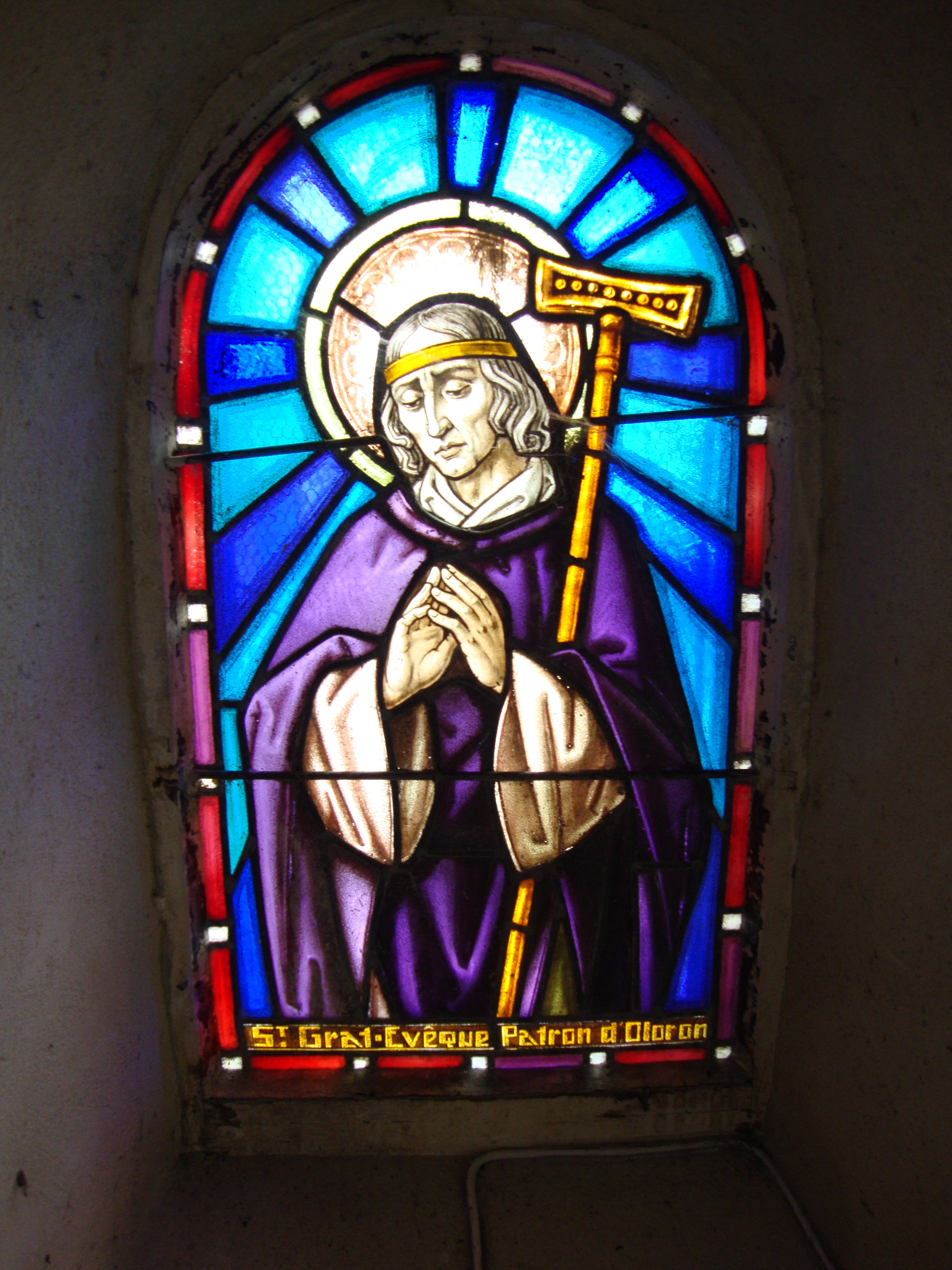
Gratus von Oloron
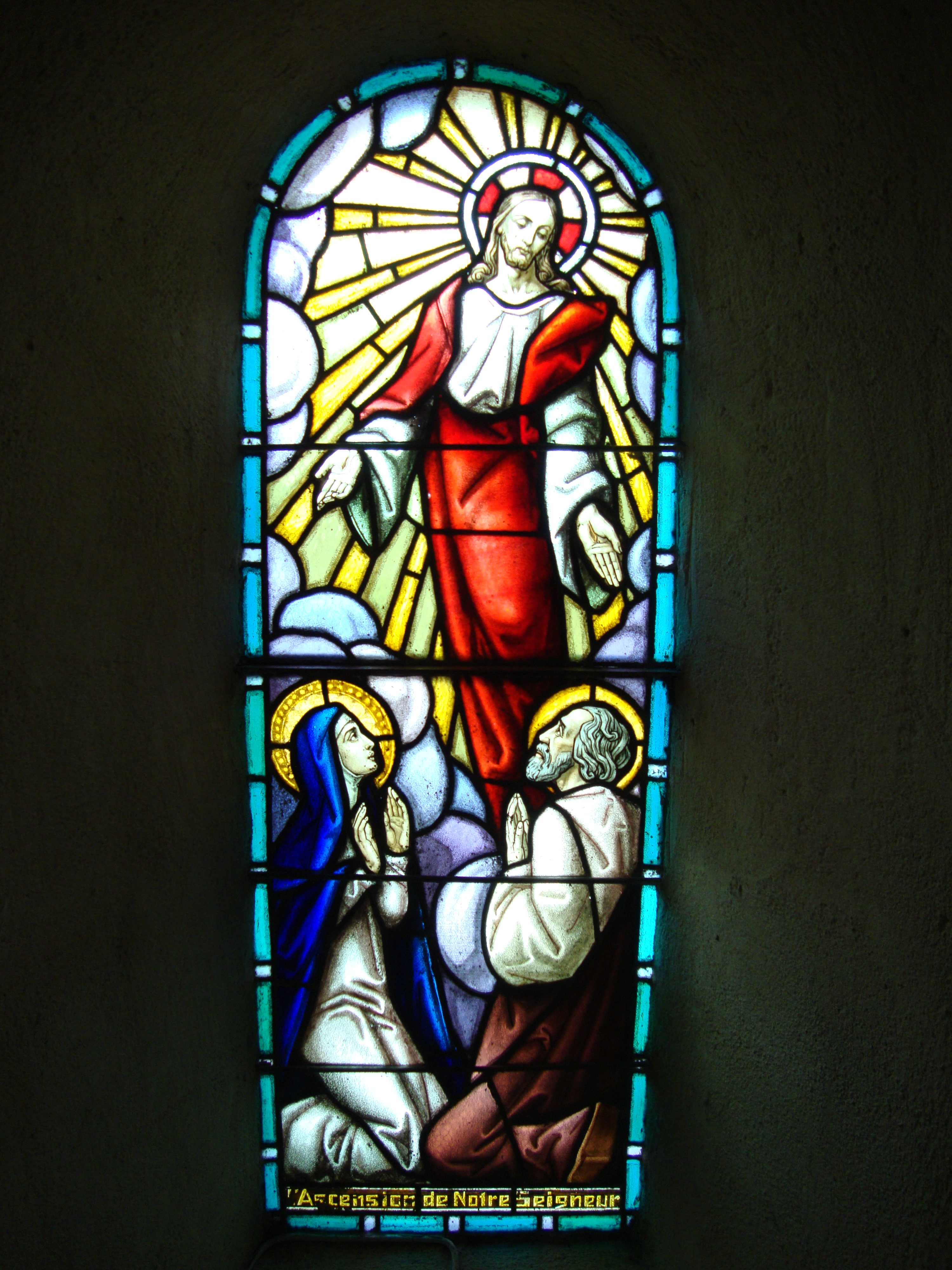
Christi Himmelfahrt
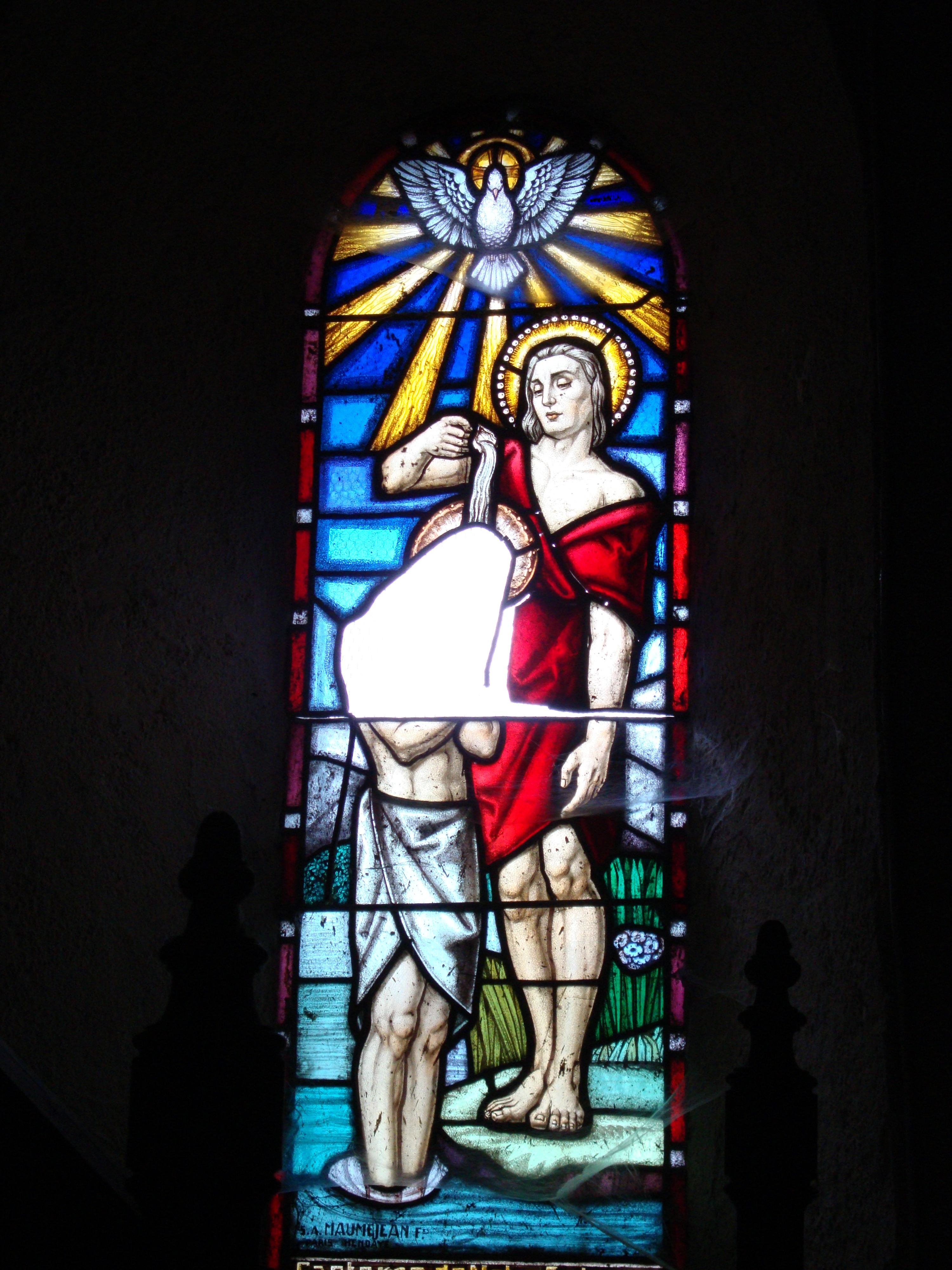
Johannes der Täufer

## Wirtschaft und Infrastruktur

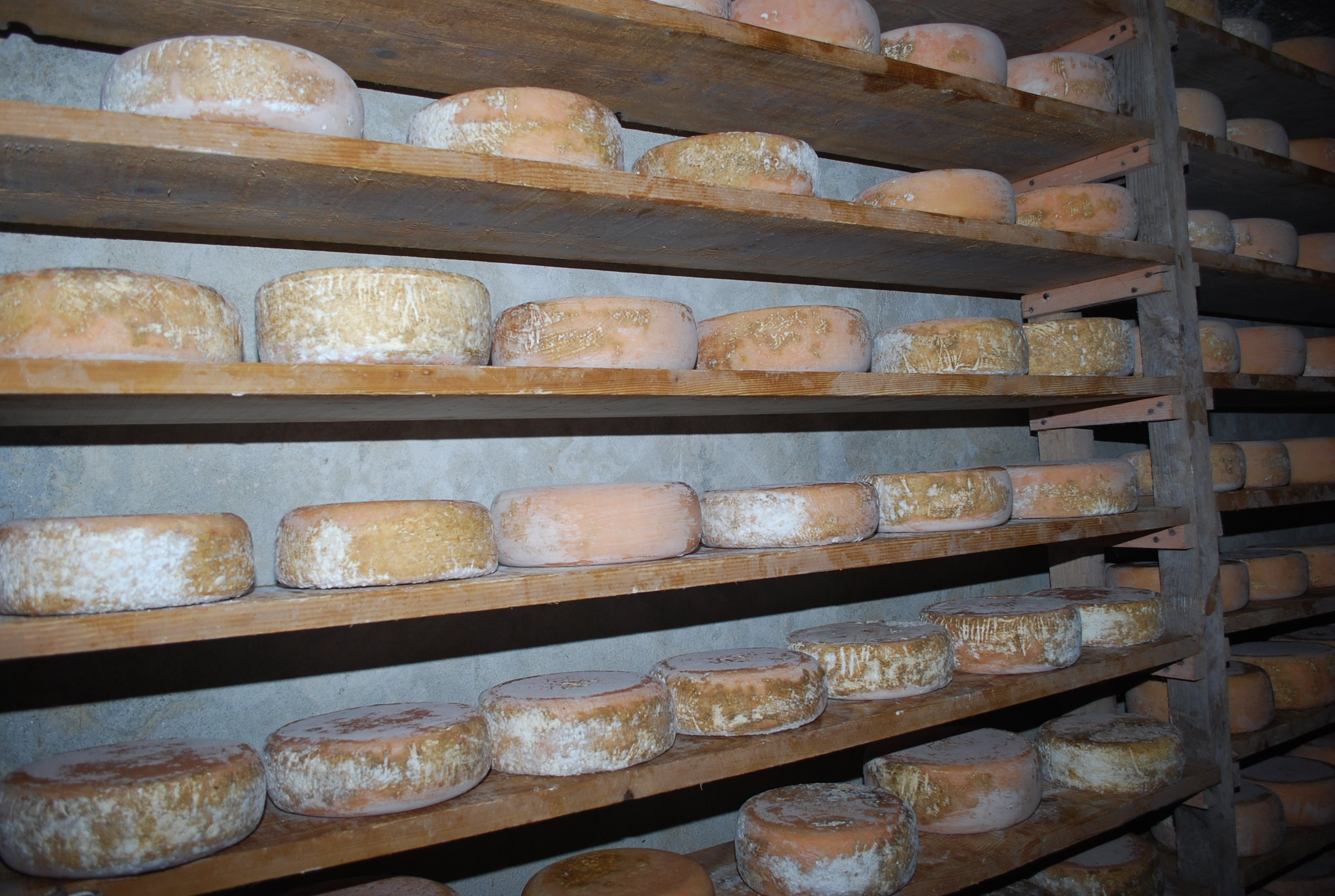
Ossau-Iraty

Die Landwirtschaft ist traditionell ein wichtiger Wirtschaftsfaktor der Gemeinde. Issor liegt in den Zonen AOC des Ossau-Iraty, eines traditionell hergestellten Schnittkäses aus Schafmilch, sowie der Schweinerasse und des Schinkens „Kintoa“.

### Bildung
Die Gemeinde verfügt über eine öffentliche Vor- und Grundschule mit 26 Schülerinnen und Schülern im Schuljahr 2016/2017.

### Sport und Freizeit
Der 4,6 km langer Rundwanderweg mit leichtem Schwierigkeitsgrad „Tumulus de la Serre“ führt durch die hügelige Landschaft u. a. zu vorgeschichtlichen Steinkreisen.
Die 16. Etappe der Tour de France 2007 führte am 25. Juli 2007 durch den Ort.

### Verkehr
Issor ist angeschlossen an die Routes départementales 241 und 918, der ehemaligen Route nationale 618.

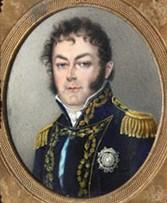
Juan Martín de Pueyrredón. Porträt von Rafael Domingo del Villar, 1832

## Persönlichkeiten
Juan Martín de Pueyrredón y O’Dogan, geboren am 18. Dezember 1776 in Buenos Aires, gestorben am 13. März 1850 ebenda, war ein argentinischer General und Politiker, vom 3. Mai 1816 bis zum 9. Juli 1819 Staatsoberhaupt Argentiniens. Sein Großvater, Pierre Poeyredon, ist in Issor geboren.